# 주카촌
주카촌(中和村)은 오카야마현 북부 마니와군에 있던 촌으로, 돗토리현과 접했다. 2005년 2월 28일 아바촌이 쓰야마시에 편입 합병한 이후 오카야마현 하에서 가장 인구가 적은 자치체였다. 현재는 합병에 의해 마나와 시(히루야마 지역)가 되었고, 촌사무소는 마나와 시청 히루야마 진흥국 주카 출장소가 되었다.

## 역사
- 1889년 6월 1일 - 정촌제 시행에 의해 주카촌이 되었다.
- 1900년 4월 1일 - 오보군, 마시마군과 합병해 마니와군이 되어, 주카촌은 마니와군에 소속되었다.
- 2005년 3월 31일 - 마니와군 오치아이정, 가쓰야마정, 구세정, 유바라정, 호쿠보정, 가와카미촌, 미카모촌, 야쓰카촌과 합병으로 마니와시가 되었다. 동일 주카촌은 폐지되었다.

## 교통

### 도로
- 국도 제313호선 (일본)(일본어판)
- 국도 제482호선 (일본)(일본어판)